# 潁河
潁河（えいが、いんが、中国語: 潁河、拼音: Yǐng Hé）は、沙潁河とも、古くは潁水と呼ばれ、安徽省北西部と河南省東部に位置する淮河最大の支流である。河南省嵩県車村鎮東沙溝を源とし、南東に安徽省潁上県楊湖鎮の漠河河口まで流れ、淮河に合流する全長619キロメートル、流域面積36,651平方キロメートルの河川である。

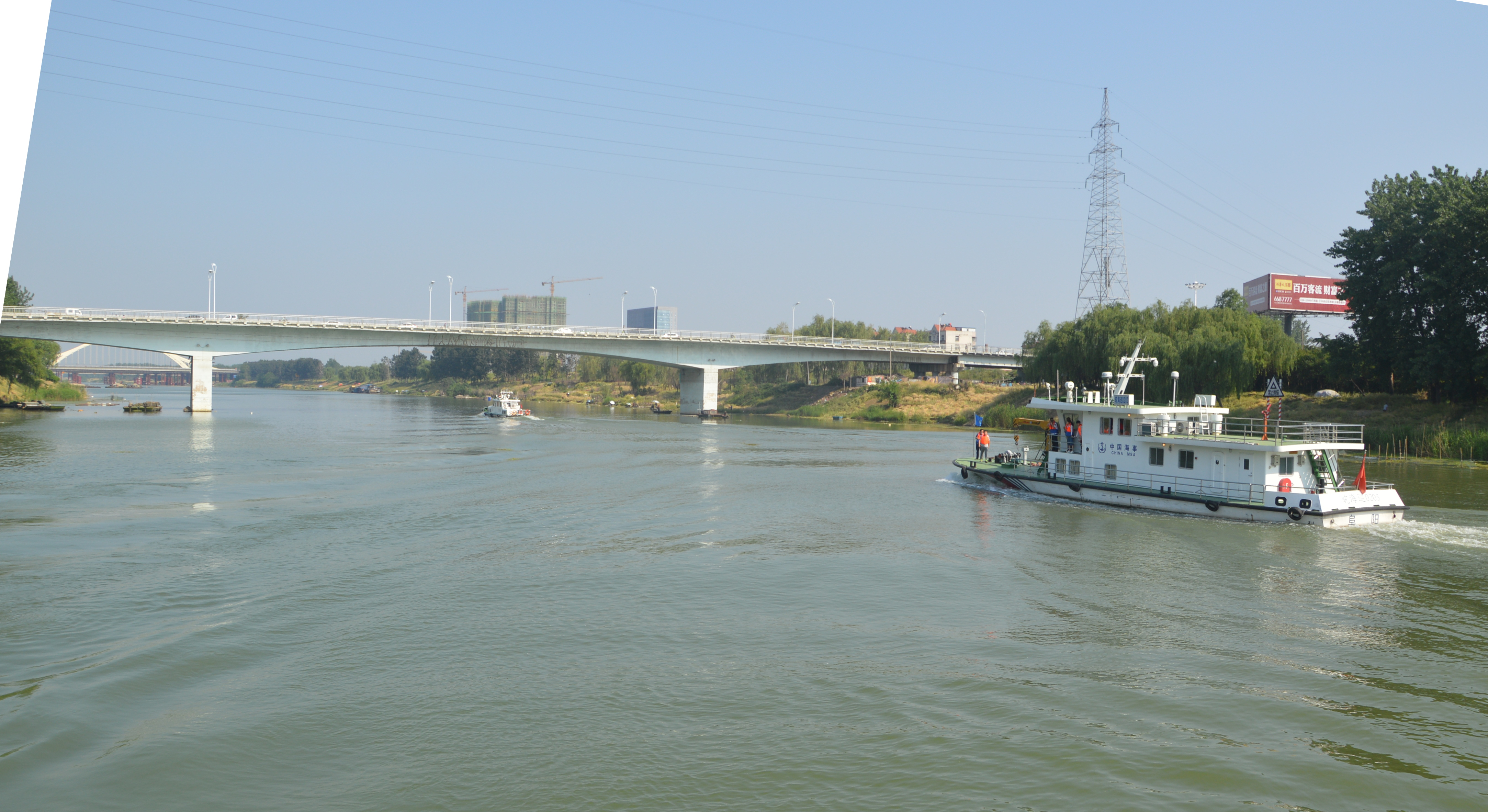
安徽省阜陽市阜陽閘門下の阜裕大橋

古代の潁水は「四涜八流」の「八流」の一つであった。今の潁河上流の北汝河、澧河、沙河などはもともと古汝水の支流であったが、元朝の至正年間、汝水の水害を解決するために、汝水の上流を潁河に移し、その上流部分は潁河水系に属するようになった。2005年6月に安徽省太和県に「耿楼水利枢紐」が完成してからは、潁河の周口市より下流区域は一年中航行できるようになった。